# Pethő Gergely (krónikaíró)
Gersei Pethő Gergely (Béla vára, Varasd vármegye, 1570 körül – 1629) krónikaíró.

## Élete
Katolikus nemesi családból származott. A család birtokai eredetileg Vas vármegye déli részén feküdtek, Horvátországba csak a 15. század végén vándorolt a család, ahol Corvin Jánostól kaptak várakat, birtokokat. Pethő Gergely ifjúkoráról semmit sem tudunk. 1596-ban a horvát rendek őt választották a horvátországi gyalogos katonaság főkapitányának, erről a tisztségről azonban egy év múlva lemondott.
Részt vett a politikai életben, a horvát országgyűlés naplóiban sokszor találkozunk nevével, de 1607 és 1625 között a horvát rendek többször küldték követükül a magyar országgyűlésre. Egy ideig varasdi alispán is volt. 1609-ben feleségül vette Bekovich Ilonát, akinek halála után 1618-ban Patacsics Annát vette nőül. A Habsburg-házzal való szövetség híve volt: úgy vélte, a török uralom alól csak az ő segítségükkel szabadulhat fel Magyarország és tőlük várható a katolicizmus megvédése.

## Műve
- Rövid magyar kronika sok rend-béli fő historiás könyvekböl nagy szorgalmatossággal egybe szedetett és irattatott Petthö Gergelytül. Kassán, Nyomtattatott az Akadémiai betükkel 1753. esztend.
  - Rövid magyar kronika sok rend-béli fő historiás könyvekből nagy szorgalmatossággal egybe szedettetett és irattatott Petthö Gergelytül / A' magyar kronikanak a' mellyet megirt Petthoe Gergely szaporitatta Kalnoki Samuel, tovabb valo terjeztése Spangar Andras által; hasonmás kiad.; Dharma, Budapest, 1993; Kossuth, 2003 (Amor librorum)

Rövid magyar kronikája a magyarok történetét meséli el Kr. u. 373-tól (a hunok Pannóniába való első bejövetelétől) az 1626. esztendőig. Főképp hadi és politikai eseményekről ír, nagy figyelemmel kísérve a török ellenes harcokat. Ugyanakkor világtörténeti eseményeket is megemlít, így például Amerika felfedezését. Katolikus szerző lévén, helyteleníti a protestantizmus elterjedését. A mű műfaját tekintve annales, de a szerző gyakran kommentál, saját korához érve pedig bővebb önálló beszámolókat is találunk (például az 1604-es esztendőnél Bocskai István támadásáról). Műve csak halála után jelent meg nyomtatásban 1660-ban Bécsben, de igen népszerű lett, több kiadást is megért. A krónikát később az 1732. esztendő eseményeiig a jezsuita Spangár András kibővítette, később Kovács M. János is tovább folytatta 1742-ig. A krónika végén, a toldalékban, magyar fordításban olvashatók például Szent István király Intelmei vagy a Magyar, és Erdély Országi Eretnekek, és Eretnekségek Kronikája. Forrásai között sok magyar és külföldi szerző található. Pethő kompilál, de írott forrásait kritikával kezeli. Szándéka nyilvánvalóan az volt, hogy magyar nyelvű és katolikus szellemű krónikát adjon a latinul nem tudó olvasóközönség kezébe, amely addig főképp protestáns krónikákat olvashatott magyarul. Ugyanakkor korának fontos eseményei (a tizenöt éves háború, a Bocskay- és Bethlen-féle felkelések) is ösztönözhették műve megírására.